# ماریه کتنرووا
ماریه کتنرووا (چکی: Marie Kettnerová؛ ۴ آوریل ۱۹۱۱ – ۲۸ فوریهٔ ۱۹۹۸) بازیکن تنیس روی میز اهل چکسلواکی بود.
وی در مسابقات کشوری و بین‌المللی در مجموع برندهٔ ۶ مدال طلا، ۵ مدال نقره، ۱۲ مدال برنز شده‌است.